# Ailis Egan
Pour les articles homonymes, voir Egan.
Pas d'image ? Cliquez ici

a Compétitions nationales et continentales officielles uniquement.

b Matchs officiels uniquement.
Dernière mise à jour le 28 mars 2024.
Ailis Egan, née le 4 février 1984 à Bath (Angleterre), est une joueuse internationale irlandaise de rugby à XV occupant le poste de pilier.

## Biographie
Ailis Egan naît le 4 février 1984 à Bath en Angleterre.
Elle a fait ses études à Bath à St John's Primary, St Gregory's et Beechen Cliff.
Elle joue en club avec Old Belvedere et en province avec le Leinster.
En 2013, elle gagne le Grand Chelem avec l'équipe d'Irlande.
Elle est retenue pour la Coupe du monde 2014. Elle joue le premier match contre les États-Unis (elle marque un essai) et le second contre la Nouvelle-Zélande; l'Irlande remporte les deux rencontres (23-17, 17-14). Elle est titulaire pour la partie disputée et remportée 40-5 contre le Kazakhstan, qui les qualifie pour les demi-finales.

## Palmarès
- 46 sélections en équipe d'Irlande
- Participation à la Coupe du monde en 2014 et 2017.
- Participations aux Tournois des Six Nations en 2011, 2012, 2013, 2014, 2015, 2016 et 2017.